# Szini Lajos
Szini Lajos (álneve: Laji bá’; Gyergyószárhegy, 1891. július 2. – Gyergyószárhegy, 1933. június 5.) erdélyi magyar elbeszélő, újságíró, szerkesztő.

## Életútja
Középiskolai tanulmányait a gyergyószentmiklósi, majd a székelyudvarhelyi Római Katolikus Főgimnáziumban végezte. Már 1909–11 között versírással kísérletezett, Udvarhelyen közelebbi kapcsolatba került tanára (Tompa Árpád) öccsével, Tompa László költővel. Életre szóló barátságukról több tucat levél tanúskodik. 1911-től Budapesten joghallgató, közben több lap, főként a Budapesti Hírlap munkatársa. 1912 decemberében betegen hazatért Szárhegyre és jogi tanulmányait megszakítva, az írói pálya mellett döntött.

## Írói munkássága
1915–33 között humoreszkek, novellák, székely nyelvi fejtegetések, versek, szociográfiai tanulmányok, mesék jelentek meg tollából szinte valamennyi magyar nyelvű lapban. Háborúellenes állásfoglalása miatt azonban nem egy írásának közlését megakadályozták. Több rövid életű lapot alapított, ill. szerkesztett: 1918 májusában, Osvát Kálmán irodalmi szemléje elődjeként, Székelyföld címmel havonta kétszer megjelenő folyóiratot indított Marosvásárhelyen. E szépirodalminak szánt lapban elsőként mutatta be Tompa Lászlót és közölte négy költeményét. 1919–20-ban a Zord Idő munkatársa, majd a Kemény Zsigmond Társaság tagja lett. 1928–33 között a Székely Szó hetilapot szerkesztette Gyergyószentmiklóson, ugyanott egy ideig felelős szerkesztője a Gyergyó c. hetilapnak is. Mindkettőben különös gondja volt a népszokások ismertetésére, népköltészeti, népnyelvi vonatkozások közlésére. 1932 elején ismét megkísérelte, hogy független irodalmi hetilapot indítson, ezúttal Brassóban A hét címmel, de sikertelenül.
Az úgynevezett „székely irodalom” egyik első művelője volt, elbeszéléseiben azonban túlhangsúlyozta a székely nyelvjárási sajátosságokat, s alakjainak rajzában is sok az erőltetett „székelykedés”.

## Kötetei
- Nyüszkölés a feredőn s a nagy víz martyán (humoros történetek, Gyergyószentmiklós 1917; 2. kiad. Gyergyószentmiklós, 1937);
- Az őzolló és más küsdeg nyüszkölések (novellák, Gyergyószentmiklós 1926)
- Laji bá' mókáiból. Góbéságok (Gyergyószentmiklós, 1933)

Mindhárom kötetét festőművész barátja, Szopos Sándor illusztrálta. Új, összevont kiadása: Küsdeg nyüszkölődések (Kézdivásárhely, 2004, 2007).